# Sältingsgrund
Sältingsgrund är ett skär i Åland (Finland). Det ligger i Skärgårdshavet och i kommunen Finström i landskapet Åland, i den sydvästra delen av landet. Ön ligger omkring 20 kilometer norr om Mariehamn och omkring 280 kilometer väster om Helsingfors.
Öns area är 1,5 hektar och dess största längd är 230 meter i nord-sydlig riktning. I omgivningarna runt Sältingsgrund växer i huvudsak barrskog. Närmaste större samhälle är Jomala, 14,0 km sydost om Sältingsgrund.
Runt Sältingsgrund är det glesbefolkat, med 19 invånare per kvadratkilometer.